# Galgebakken
Galgebakken er et boligområde i den nordlige del af Albertslund Kommune opført 1972-74. Navnet udspringer af, at der tidligere fandtes en galgebakke i nærheden, kaldet Trippendals Galge.
Boligområdet er karakteriseret ved tæt lav bebyggelse i form af rækkehuse grupperet i et antal stræder og kvarterer. Bebyggelsens udformning har givet plads til udvikling af et særligt fællesskab og de mange legepladser og beskyttede stræder giver nogle gode vilkår for børn. 
Der findes ca. 600 boliger i Galgebakken.